# N403 (België)
De N403 is een gewestweg in Belgische provincie Oost-Vlaanderen. De weg loopt van Sint-Niklaas via Kemzeke naar de grens met Nederland bij Paal. In Nederland loopt de weg verder als N290 naar Hulst. De route heeft een lengte van ongeveer 11 kilometer.